# Mmabatho Ramagoshi
Mmabatho Ramagoshi est une fonctionnaire du gouvernement d'Afrique du Sud,, directrice générale de South African Heritage Resources Agency Ressources[source insuffisante] et secrétaire générale de l'Alliance internationale des femmes. Elle est également présidente du conseil d'administration de la National Film and Video Foundation, nommée par le gouvernement sud-africain,,, et est aussi la directrice générale de la South African Broadcasting Corporation.
Elle s'implique dans les questions liées au violences envers les femmes et les enfants.